# Monte Alegre (Pará)
Monte Alegre é um município brasileiro do estado do Pará, Região Norte do país. Localiza-se a uma latitude 02º00'28" sul e longitude 54º04'09" oeste. O nome "Monte Alegre" é devido o aspecto topográfico da região.

## História
O nome primirivo de Monte Alegre era aldeia de Gurupatuba (nome de língua tupi), núcleo original do município de Monte Alegre. criado pelos padres da Piedade com índios Gurupatuba. Antes residiam à margem do rio Gurupatuba, posteriormente foram transferidos para a região, onde atualmente é o município de Monte Alegre, no Baixo Amazonas.
No desenvolvimento da catequese no início da colonização portuguesa no Pará, foi entregue aos religiosos da Piedade grande parte das terras da margem esquerda do rio Amazonas, para a fundação de missões e reduções de índios, núcleos que constituíram as primitivas origens dos centros de população da Amazônia.
Em 1709, uma Carta Régia transfere as terras do rio Jarí aos padres da Companhia de Jesus, excluiu os religiosos das Mercês e da Piedade, que já catequizavam na margem esquerda do rio Amazonas.
Constituída freguesia sob pedido de São Francisco de Assis; Foi elevada a vila, por Francisco Xavier de Mendonça Furtado, com a denominação de Monte Alegre em 1758; A vila foi elevado a categoria de município em 1880.

## Geografia
Localiza-se a uma latitude 02º00'28" sul e longitude 54º04'09" oeste, possui 18.152,560 km2 de área territorial, estando a uma altitude de 38 metros acima do nível do mar. Sua população, conforme estimativas do Instituto Brasileiro de Geografia e Estatística (IBGE) de 2020, era de 58 162 habitantes.
Segundo dados do Instituto Nacional de Meteorologia (INMET), desde 1981 a menor temperatura registrada em Monte Alegre foi de 18,5 °C em 1° de outubro de 2016, e a maior atingiu 37 °C em 1° de novembro de 2012. O maior acumulado de precipitação em 24 horas foi de 153,4 milímetros (mm) em 9 de abril de 2011. Maio de 2009, com 673,6 mm, foi o mês de maior precipitação.
| Dados climatológicos para Monte Alegre                                                                                              | Dados climatológicos para Monte Alegre | Dados climatológicos para Monte Alegre | Dados climatológicos para Monte Alegre | Dados climatológicos para Monte Alegre | Dados climatológicos para Monte Alegre | Dados climatológicos para Monte Alegre | Dados climatológicos para Monte Alegre | Dados climatológicos para Monte Alegre | Dados climatológicos para Monte Alegre | Dados climatológicos para Monte Alegre | Dados climatológicos para Monte Alegre | Dados climatológicos para Monte Alegre | Dados climatológicos para Monte Alegre |
| Mês | Jan                                    | Fev                                    | Mar                                    | Abr                                    | Mai                                    | Jun                                    | Jul                                    | Ago                                    | Set                                    | Out                                    | Nov                                    | Dez                                    | Ano                                    |
| --- | -------------------------------------- | -------------------------------------- | -------------------------------------- | -------------------------------------- | -------------------------------------- | -------------------------------------- | -------------------------------------- | -------------------------------------- | -------------------------------------- | -------------------------------------- | -------------------------------------- | -------------------------------------- | -------------------------------------- |
| Temperatura máxima recorde (°C) | 35                                     | 34                                     | 34,1                                   | 33,2                                   | 35                                     | 33,4                                   | 34                                     | 34,6                                   | 34,7                                   | 35,6                                   | 37                                     | 36,6                                   | 37                                     |
| Temperatura máxima média (°C) | 30,8                                   | 30,1                                   | 30                                     | 30                                     | 30,2                                   | 30,3                                   | 30,8                                   | 31,6                                   | 32,4                                   | 32,8                                   | 32,5                                   | 31,9                                   | 31,1                                   |
| Temperatura média compensada (°C)                                                                                                   | 26,5                                   | 26                                     | 26,1                                   | 26,2                                   | 26,4                                   | 26,4                                   | 26,6                                   | 27,3                                   | 27,9                                   | 28,2                                   | 27,9                                   | 27,4                                   | 26,9                                   |
| Temperatura mínima média (°C) | 23,2                                   | 23                                     | 23,2                                   | 23,3                                   | 23,4                                   | 23,3                                   | 23,2                                   | 23,6                                   | 23,8                                   | 24                                     | 23,9                                   | 23,7                                   | 23,5                                   |
| Temperatura mínima recorde (°C) | 19,8                                   | 19,5                                   | 19,8                                   | 19                                     | 19,6                                   | 19,2                                   | 19,4                                   | 19,6                                   | 19,4                                   | 18,5                                   | 19,4                                   | 20,1                                   | 18,5                                   |
| Precipitação (mm) | 144,9                                  | 217,5                                  | 293                                    | 320                                    | 284                                    | 153,1                                  | 95,6                                   | 46,4                                   | 25,6                                   | 28,5                                   | 41,5                                   | 104,2                                  | 1 754,3                                |
| Dias com precipitação (≥ 1 mm) | 12                                     | 15                                     | 17                                     | 18                                     | 18                                     | 12                                     | 8                                      | 5                                      | 3                                      | 2                                      | 3                                      | 6                                      | 119                                    |
| Umidade relativa compensada (%) | 72,6                                   | 76,5                                   | 78,1                                   | 78,6                                   | 77,7                                   | 74                                     | 70                                     | 65,9                                   | 63,8                                   | 63,2                                   | 65,2                                   | 68,1                                   | 71,1                                   |
| Insolação (h) | 169,8                                  | 137,4                                  | 141,4                                  | 141,5                                  | 174,7                                  | 206,6                                  | 239,6                                  | 264,3                                  | 250,9                                  | 244,5                                  | 207,5                                  | 197,2                                  | 2 375,4                                |
| Fonte: Instituto Nacional de Meteorologia (INMET) (normal climatológica de 1981-2010; recordes de temperatura: 01/01/1981-presente) |                                        |                                        |                                        |                                        |                                        |                                        |                                        |                                        |                                        |                                        |                                        |                                        |                                        |